# Fiesta de la O
La fiesta de la Virgen de la O, es una fiesta religiosa del catolicismo, también llamada la Expectación del parto de la santísima Virgen María. Se celebra durante el periodo de Adviento, el 18 de diciembre.
Se estableció en el décimo Concilio Toledano, en el año 656, reinando el rey visigodo Recesvinto, siendo san Eugenio III obispo de Toledo. Se mandó que se celebrara la fiesta de la Anunciación y de la Encarnación del Verbo ocho días antes de Navidad, porque el día 25 de marzo, en que caen y se ven cumplidos estos misterios, acaece ordinariamente en Cuaresma o en tiempo de la solemnidad de Pascua de Resurrección, en el cual está la Iglesia Católica ocupándose en otras ceremonias. 
San Ildefonso, sucesor de Eugenio, confirmó este establecimiento, mandando además que se llamara también La expectación del parto de la Santísima Virgen. Se conoció popularmente enseguida como Fiesta de la O, porque durante esta octava se cantan en sus vísperas antífonas que empiezan por O, exclamación de gozo y deseo.